# Jonas Krumrey
Jonas Krumrey (* 25. November 2003 in Prien am Chiemsee) ist ein deutscher Fußballtorwart.

## Karriere
Krumrey wechselte zur Saison 2016/17 vom TSV 1860 Rosenheim in die Jugend des FC Bayern München. Nach einem Jahr bei den Bayern wechselte der Torhüter zur Saison 2017/18 nach Österreich in die Akademie des FC Red Bull Salzburg, in der er fortan sämtliche Altersstufen durchlief. Zur Saison 2020/21 rückte er in den Kader des zweitklassigen Farmteams FC Liefering. Bei Liefering war er zunächst bis zur Winterpause hinter Daniel Antosch und Adam Stejskal dritter Tormann, nach Antoschs Abgang im Jänner 2021 wurde er Zweier hinter Stejskal. Zum Einsatz kam er in seiner ersten Spielzeit bei Liefering allerdings nie.
Im Juni 2021 erhielt der Deutsche einen bis Mai 2024 laufenden Profivertrag in Salzburg. Im August 2021 debütierte er schließlich für Liefering in der 2. Liga, als er am vierten Spieltag der Saison 2021/22 gegen den SKU Amstetten in der Startelf stand. Im Januar 2023 rückte er in den Bundesligakader von Salzburg. Am 14. Juni 2023 verlängerte er dort seinen Vertrag bis 2027.
Nach 57 Zweitligaspielen für Liefering wurde Krumrey im August 2024 nach Dänemark an den Lyngby BK verliehen. Bei den Dänen konnte er sich aber nicht etablieren und kam bis zum Ende der Saison 2024/25 lediglich dreimal in der Superliga zum Zug. Im Juni 2025 kehrte er im Sondertransferfenster im Rahmen der Klub-WM 2025 vorzeitig nach Salzburg zurück. Bei der WM fungierte er als Ersatz für Stammtormann Christian Zawieschitzky.
Im Juli 2025 verließ er Salzburg dann aber endgültig und wechselte zum deutschen Zweitligisten Holstein Kiel, bei dem er einen bis 2027 laufenden Vertrag erhielt.

## Erfolge
- Österreichischer Meister: 2023